# Kristina Rose

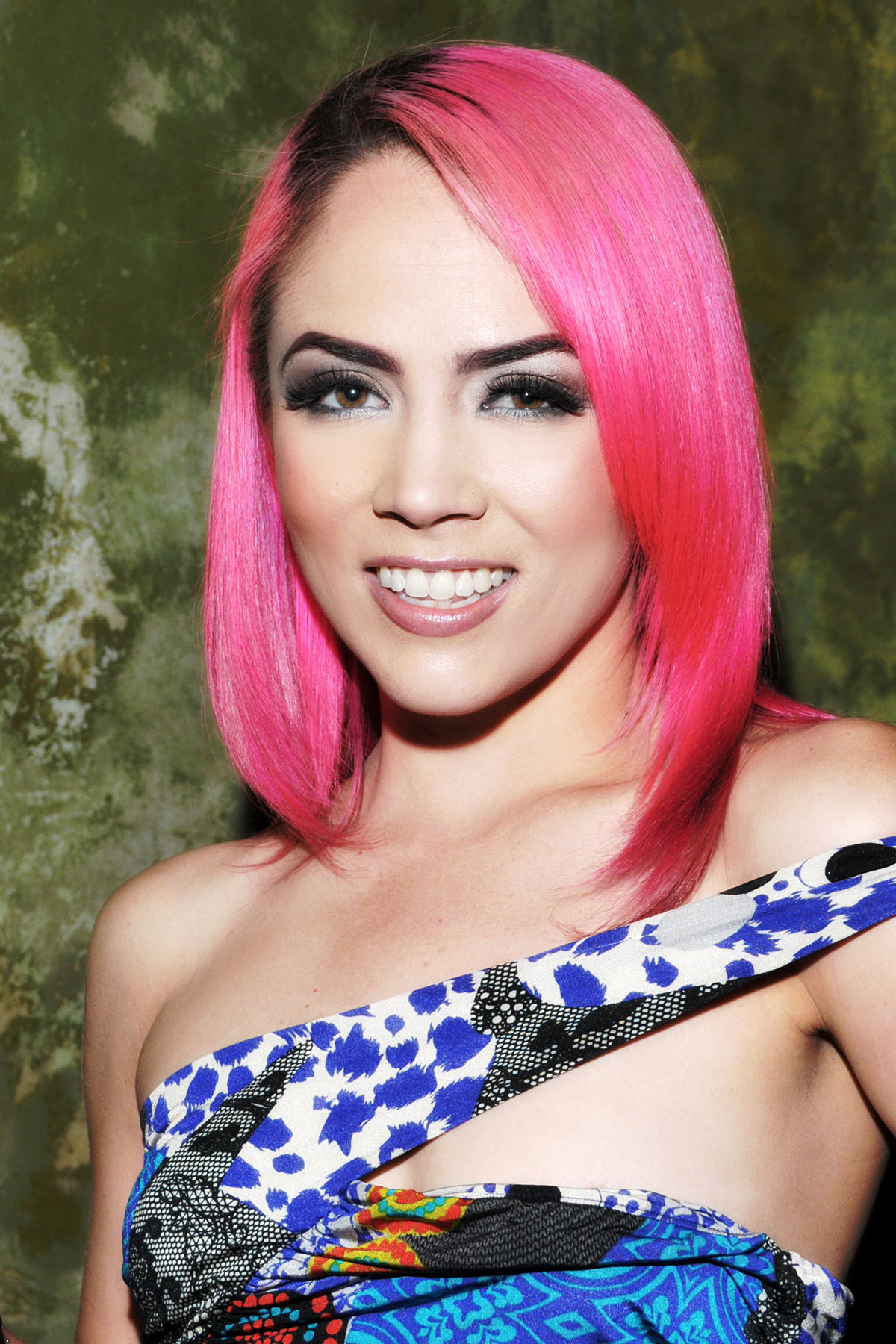
Kristina Rose bei den XRCO Awards 2015

Kristina Rose (* 14. April 1984 als Tracey Quinn Perez in San Diego, Kalifornien, USA) ist eine US-amerikanische Pornodarstellerin.

## Karriere
Kristina Rose arbeitete im Alter von 18 Jahren im Kundenservice einer Adult-Website. Im Jahr 2007 fing sie im Alter von 23 Jahren an, zu modeln und erste Filme zu drehen. Seitdem hat sie laut der IAFD in über 1000 Filmen mitgespielt (Stand: Januar 2024), darunter in Filmreihen wie Evil Anal, Suck It Dry, Ass Worship, Big Ass Fixation, Barely Legal und Strap Attack. In dem Film Kristina Rose: Dirty Girl hatte sie 2008 ihre erste Analsex-Szene. Ihre erste Doppelpenetration-Szene war 2009 in dem Film Kristina Rose Is Slutwoman, ebenfalls von Elegant Angel.
In den Jahren 2008 und 2009 wurde sie mit dem CAVR Award in der Kategorie Star ausgezeichnet. In den Jahren 2011 und 2012 wurde sie mit vier AVN Awards ausgezeichnet, für den sie zusätzlich vielfach nominiert worden ist. Ebenfalls 2011 wurde sie mit dem XRCO Award in der Kategorie Superslut ausgezeichnet, für den sie zusätzlich mehrfach nominiert wurde. Hinzu kamen zwei TLA RAW Awards, 2011 in der Kategorie Performer of the Year und 2012 in der Kategorie Best Twitterer.

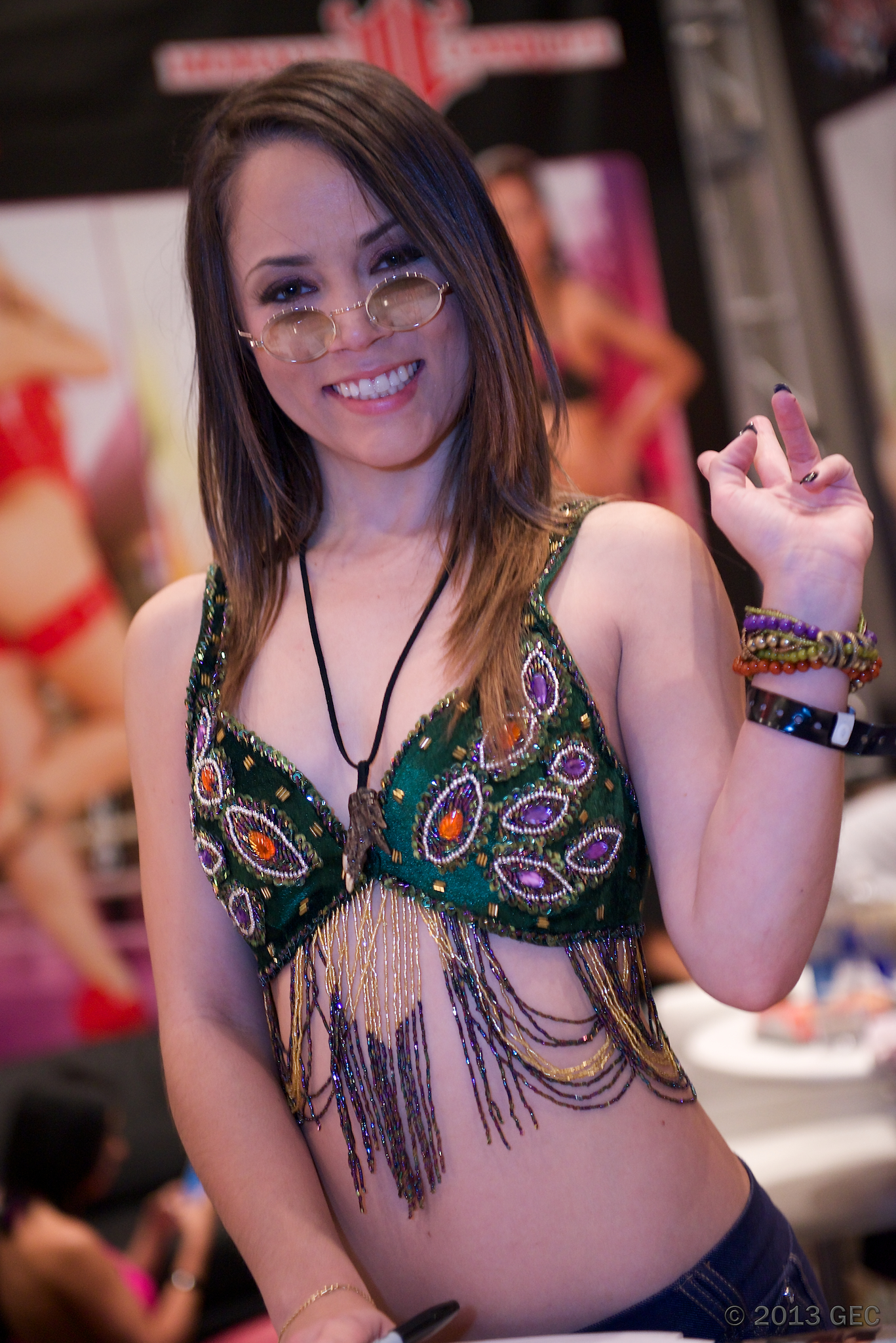
Kristina Rose bei der AVN Adult Entertainment Expo 2013

## Filmografie (Auswahl)
- 2007: Fresh Outta High School 6
- 2007: The 4 Finger Club 24
- 2008: Suck It Dry 5
- 2008: Big Mouthfuls
- 2008: Jerkoff Material 1
- 2008: Sporty Girls
- 2008: Alexis Texas is Buttwoman
- 2008: Kristina Rose: Dirty Girl
- 2008: Oil Overload 2
- 2008: Massive Asses 3
- 2009: Deviance
- 2009: Evil Anal 8
- 2009: Performers of the Year 2009
- 2009: Ready, Wet, Go 6
- 2009: No Swallowing Allowed 16
- 2009: Jack’s POV 14
- 2009: Seinfeld: A XXX Parody
- 2009: Sporty Girls 2
- 2009: Ass Worship 11
- 2009: Kristina Rose Is Slutwoman
- 2009: Tori Black Is Pretty Filthy
- 2010: Performers Of The Year 2010
- 2010: BatfXXX: Dark Night Parody
- 2010: Big Ass Fixation 6
- 2010: Big Bang Theory: A XXX Parody
- 2010: The Big Lebowski: A XXX Parody
- 2010: The Bombshells 1
- 2010: Malice in Lalaland
- 2010: Barely Legal: All Anal
- 2010: Let Me Suck You 1
- 2010: Performers of the Year 2011
- 2011: Belladonna: No Warning 6
- 2011: Evil Anal 13
- 2011: Mandingo Massacre 2
- 2012: Performers Of The Year 2012
- 2012: Strap Attack 16
- 2016: Gag Reflex 2
- 2017: Brazzers House 2 (Webserie, 2 Episoden)
- 2017: The Art of Anal Sex 6

## Auszeichnungen & Nominierungen
| Auszeichnung | Jahr | Kategorie                         | Film (geteilt mit) | Ergebnis  |
| ------------ | ---- | --------------------------------- | --- | --------- |
| CAVR Award   | 2008 | Star                              | | Gewonnen  |
| CAVR Award   | 2009 | Star                              | | Gewonnen  |
| AVN Award    | 2009 | Best Threeway Sex Scene           | Sweet Cheeks 10 mit James Deen und Camryn Kiss | Nominiert |
| AVN Award    | 2009 | Best All-Girl Group Sex Scene     | Squirt Gangbang 3 mit Sophie Dee, Jada Fire, Sindee Jennings, Lexi Love und Britney Stevens                                                                 | Nominiert |
| AVN Award    | 2010 | Female Performer of the Year      | | Nominiert |
| AVN Award    | 2010 | Best Threeway Sex Scene           | Kristina Rose: Dirty Girl mit Michael Stefano und Rebeca Linares                                                                                            | Nominiert |
| AVN Award    | 2010 | Best Supporting Actres            | Seinfeld: A XXX Parody | Nominiert |
| AVN Award    | 2010 | Best Group Sex Scene              | Pornstar Workout mit Manuel Ferrara, Sunny Lane und Ava Rose                                                                                                | Nominiert |
| AVN Award    | 2010 | Best Anal Sex Scene               | Rocco Ravishes LA mit Rocco Siffredi | Nominiert |
| AVN Award    | 2010 | Best Anal Sex Scene               | Kristina Rose: Dirty Girl mit James Deen | Nominiert |
| AVN Award    | 2010 | Best All-Girl Couples Sex Scene   | Bitchcraft 6 mit Sammie Rhodes | Nominiert |
| AVN Award    | 2010 | Best All-Girl 3-Way Sex Scene     | Storm Squirters 6 mit Sophie Dee und Sindee Jennings | Nominiert |
| AVN Award    | 2011 | Most Outrageous Sex Scene         | Party of Feet 2 mit Ashli Orion, Sammie Rhodes, Andy San Dimas, Charley Chase, Amy Brooke, Ann Marie Rios, Monique Alexander, Tara Lynn Foxx und Belladonna | Nominiert |
| AVN Award    | 2011 | Female Performer of the Year      | | Nominiert |
| AVN Award    | 2011 | Best Three-Way Sex Scene (G/G/B)  | Buttwoman vs. Slutwoman mit Alexis Texas und Mark Ashley | Nominiert |
| AVN Award    | 2011 | Best Three-Way Sex Scene (G/G/B)  | All About Sara Sloane mit Sara Sloane und Mr. Pete | Nominiert |
| AVN Award    | 2011 | Best Supporting Actress           | Seinfeld: A XXX Parody 2 | Nominiert |
| AVN Award    | 2011 | Best Oral Sex Scene               | Kristina Rose Is Slutwoman | Nominiert |
| AVN Award    | 2011 | Best Double Penetration Sex Scene | Kristina Rose Is Slutwoman mit Mick Blue und James Deen | Nominiert |
| AVN Award    | 2011 | Best Anal Sex Scene               | Sexual Blacktivity 2 mit Prince Yahshua | Nominiert |
| AVN Award    | 2011 | Best Anal Sex Scene               | Buttwoman vs. Slutwoman mit Alex Gonz | Nominiert |
| AVN Award    | 2011 | Best All-Girl 3-Way Sex Scene     | Lil' Gaping Lesbians 3 mit Alexis Texas und Sunny Lane | Nominiert |
| AVN Award    | 2011 | Best All-Girl 3-Way Sex Scene     | Malice in Lalaland mit Sasha Grey und Alyssa Reece | Nominiert |
| AVN Award    | 2011 | Best All-Girl 3-Way Sex Scene     | Buttwoman vs. Slutwoman mit Alexis Texas und Asa Akira | Gewonnen  |
| AVN Award    | 2011 | Best Couples Sex Scene            | Kristina Rose Is Slutwoman mit Manuel Ferrara | Gewonnen  |
| AVN Award    | 2011 | Best Group Sex Scene              | Buttwoman vs. Slutwoman mit Gracie Glam, Michael Stefano und Alexis Texas                                                                                   | Gewonnen  |
| AVN Award    | 2012 | Best All-Girl Group Sex Scene     | Party of Feet 3 mit Alexis Texas, Ann Marie Rios und Sinn Sage                                                                                              | Nominiert |
| AVN Award    | 2012 | Best Anal Sex Scene               | Nacho Invades America mit Nacho Vidal | Nominiert |
| AVN Award    | 2012 | Best Girl/Girl Sex Scene          | Celeste mit Celeste Star | Nominiert |
| AVN Award    | 2012 | Best Oral Sex Scene               | Let Me Suck You 1 | Nominiert |
| AVN Award    | 2012 | Best Tease Performance            | Party Girls | Nominiert |
| AVN Award    | 2012 | Female Performer of the Year      | | Nominiert |
| AVN Award    | 2012 | Most Outrageous Sex Scene         | Party of Feet 3 mit Ann Marie Rios, Sinn Sage und Alexis Texas Für die Szene „Feet, Pray, Love“                                                             | Nominiert |
| AVN Award    | 2012 | Best Three-Way Sex Scene (G/G/B)  | Ass Worship 13 mit Jada Stevens und Nacho Vidal | Gewonnen  |
| AVN Award    | 2013 | Best All-Girl Group Sex Scene     | Meow! 2 mit Valerie Kay und Heather Starlet | Nominiert |
| AVN Award    | 2013 | Best Anal Sex Scene               | Kristina Rose: Unfiltered Michael Stefano | Nominiert |
| AVN Award    | 2013 | Best Girl/Girl Sex Scene          | Kristina Rose: Unfiltered mit Belladonna | Nominiert |
| AVN Award    | 2013 | Best Group Sex Scene              | Kristina Rose: Unfiltered mit Alex Gonz, Nat Turnher und Jon Jon                                                                                            | Nominiert |
| AVN Award    | 2013 | Best Oral Sex Scene               | Spit | Nominiert |
| AVN Award    | 2013 | Best Star Showcase                | Kristina Rose: Unfiltered | Nominiert |
| AVN Award    | 2013 | Best Tease Performance            | Seduction | Nominiert |
| AVN Award    | 2013 | Female Performer of the Year      | | Nominiert |
| XRCO Award   | 2009 | Best New Starlet                  | | Nominiert |
| XRCO Award   | 2010 | Female Performer of the Year      | | Nominiert |
| XRCO Award   | 2010 | Orgasmic Analist                  | | Nominiert |
| XRCO Award   | 2010 | Superslut                         | | Nominiert |
| XRCO Award   | 2011 | Orgasmic Oralist                  | | Nominiert |
| XRCO Award   | 2011 | Superslut                         | | Gewonnen  |
| XRCO Award   | 2012 | Female Performer of the Year      | | Nominiert |
| XRCO Award   | 2012 | Orgasmic Analist                  | | Nominiert |
| XRCO Award   | 2012 | Superslut                         | | Nominiert |
| Hot d’or     | 2009 | New Starlet                       | | Nominiert |
| TLA Raw      | 2011 | Performer of the Year             | | Gewonnen  |
| TLA Raw      | 2012 | Best Twitterer                    | | Gewonnen  |